# سلاح بی‌نقص (فیلم ۱۹۹۱)
سلاح بی‌نقص (انگلیسی: The Perfect Weapon) یک فیلم اکشن و رزمی آمریکایی به کارگردانی مارک دیسال با بازی جف اسپیکمن، جان دای، ماکو ایواماتسو، ماریسکا هارگیتای، و پروفسور تاناکا است که در سال ۱۹۹۱ اکران سینمایی شد.
اسپیکمن شاگرد اد پارکر بود و در ساخت این فیلم از نزدیک توسط اد پارکر راهنمایی شد. شعارهای این فیلم شامل «بدون اسلحه. بدون چاقو. بدون برابر بود.» و «فقط او را امتحان کن.» و تنها تصویر شناخته شده هالیوود از تکنیک‌های کنپو بود.

## داستان
فیلم در لس آنجلس اتفاق می‌افتد و داستان مرد جوانی (اسپیکمن) که در هنر رزمی کنپو آمریکایی آموزش دیده‌است و مبارزه او با مافیای کره‌ای را روایت می‌کند.

## باکس آفیس
این فیلم اولین بار در باکس آفیس در رتبه ششم با فروش سه روزه ۳٫۹ میلیون دلار قرار گرفت و مجموع فروش داخلی باکس آفیس ۱۴٫۰۶۱٫۳۶۱ دلار را داشت.

## بازخوردها
این فیلم با نقدهای متفاوتی روبرو شد. در راتن تومیتوز، بر اساس ۱۲ بررسی، ۴۲٪ امتیاز تأیید دارد.

## نمایش خانگی
این فیلم در ۱۴ فوریه ۲۰۱۲ بر روی دی‌وی‌دی و دیسک بلوری منتشر شد.
در پخش‌های تلویزیونی، صحنه‌های حذف شده مربوط به جنیفر، شخصیت ماریشکا هارگیتی، دوباره به فیلم اضافه شد.